# Nachal Šfanim
Nachal Šfanim (hebrejsky נחל שפנים‎) je vádí v Horní Galileji, v severním Izraeli.
Začíná v nadmořské výšce okolo 900 metrů v prostoru masivu Har Meron, konkrétně na jižních svazích hory Har Šfanim. Směřuje pak k severu hlubokým údolím, jehož západních svahů se dotýká okraj města Bejt Džan a východní svahy jsou zalesněné. Nachází se tu pramen Ejn al-Džirun (עין אל-ג'רון), který byl v minulosti hlavním zdrojem vody pro obyvatele Bejt Džan. Vádí pak vede dál k severu a ústí zleva do vádí Nachal Kziv, jež jeho vody odvádí do Středozemního moře.